# Syneches hirashimai
Syneches hirashimai är en tvåvingeart som beskrevs av Saigusa 1990. Syneches hirashimai ingår i släktet Syneches och familjen puckeldansflugor. Inga underarter finns listade i Catalogue of Life.